# Demarziella tropicalis
Demarziella tropicalis là một loài bọ cánh cứng trong họ Bọ hung (Scarabaeidae).